# Cyclostremiscus veleronis
Cyclostremiscus veleronis is een slakkensoort uit de familie van de Tornidae. De wetenschappelijke naam van de soort is voor het eerst geldig gepubliceerd in 1947 door Strong & Hertlein.